# Carlo I di Gonzaga-Nevers
Carlo I di Gonzaga-Nevers (Parigi, 6 maggio 1580 – Mantova, 22 settembre 1637) fu duca di Nevers e Rethel, VIII duca di Mantova e duca del Monferrato.

## Biografia

### Infanzia
Era figlio del principe mantovano Ludovico Gonzaga-Nevers (Mantova, 1539 – Nesle, 1595) e della nobildonna francese Enrichetta di Cléves, "suo jure" duchessa di Nevers e Rethel.

### Fondazione di Charleville
Fu il fondatore all'età di 26 anni di Charleville ("città di Carlo") nel nord-est della Francia sulle sue terre di Rethel (1606) e che diventerà capitale del suo Principato. Nel 1624 fondò l'Ordine della Milizia Cristiana, il cui scopo era di alleare i Principi europei per indire una crociata contro i Turchi.

### Pretese sul Ducato di Mantova
Alla morte (1627) del cugino Vincenzo II Gonzaga, ultimo discendente della linea diretta dei Gonzaga, subentrò nel diritto di successione al Ducato di Mantova incontrando l'opposizione del Duca di Savoia Carlo Emanuele I, che aveva le sue mire sul Marchesato del Monferrato, e soprattutto della Spagna e dell'impero, che non gradivano una presenza filo-francese alle porte del Ducato di Milano. Nel 1628 Ferdinando II inviò in Italia il suo commissario, il conte Giovanni di Nassau, intimando a Carlo I di consegnare i suoi Stati all'imperatore, finché non fosse deciso a chi spettasse l'infeudazione.

### Guerra di successione di Mantova e del Monferrato
Scoppiò la guerra di successione di Mantova e del Monferrato. Carlo contava sull'appoggio del re di Francia Luigi XIII, che però non intervenne militarmente in suo aiuto quando l'imperatore Ferdinando II inviò nel 1629 un esercito di lanzichenecchi ad assediare Mantova, guidati dal generale Johann von Aldringen e da Mattia Galasso. L'assedio durò fino al luglio del 1630 ed alla fine la città, preda della fame e della peste che procurò 25.000 morti, cedette, e venne brutalmente saccheggiata dagli imperiali.

### Duca di Mantova
Le successive azioni diplomatiche permisero a Carlo, che era riparato col figlio e la nuora entro il confine dello Stato pontificio, di rientrare nel ducato, ormai allo stremo delle forze, nel 1631, e di insediarsi finalmente al governo, pur facendo diverse concessioni territoriali ai Savoia e ai Gonzaga di Guastalla. La corte mantovana, come il resto del Ducato, era talmente devastata e spoglia che la famiglia ducale dovette ricevere l'aiuto delle altre corti italiane, in special modo dalla Repubblica di Venezia, per dotarsi dei mezzi di prima necessità.
Nei successivi anni Carlo operò per la ripresa economica del Ducato, lasciando un buon ricordo della sua opera. Fu però obbligato dalla disastrosa situazione economica a completare la vendita della collezione d'arte gonzaghesca, già avviata dal suo predecessore Vincenzo II.

### Morte
Carlo morì lasciando il governo al nipote in linea diretta Carlo II (i suoi figli maschi erano premorti al padre), sotto la reggenza della madre Maria Gonzaga e fu tumulato nella Basilica di Santa Barbara.

## Discendenza
Carlo I sposò il 1º febbraio 1599 a Soissons Caterina di Lorena (1585 – 1618),  dalla quale ebbe sei figli:
- Francesco (1606 – 1622), futuro duca di Rethel dal 1619;
- Carlo, duca di Nevers e Rethel (1609 – 1631), che sposò Maria Gonzaga (29 luglio 1609 – 14 agosto 1660), figlia primogenita di Francesco IV Gonzaga;
- Ferdinando, futuro (1631) duca di Mayenne;
- Maria Luisa (1611 – 1667), andata sposa al Re di Polonia Ladislao IV Vasa, rimastane vedova, ne sposò il fratello Giovanni II Casimiro di Polonia;
- Benedetta (1614 – 1637), fattasi suora e divenuta badessa di Avenay-Val-d'Or;
- Anna Maria (1616 – 1684), andata sposa ad Enrico II di Guisa. Il matrimonio verrà annullato nel 1641 ed Anna si rimariterà con Edoardo, Conte Palatino di Simmern, dal quale avrà una numerosa prole.

## Ascendenza
|                           |                           |                             | Genitori                       |  |  | Nonni |  |  | Bisnonni             |  |  | Trisnonni          |  |
|                           |                           |                             |                                |  |  |       |  |  | Francesco II Gonzaga |  |  | Federico I Gonzaga |  |
|                           |                           |                             |                                |  |  |       |  |  | Francesco II Gonzaga |  |  | Federico I Gonzaga |  |
|                           |                           | Margherita di Baviera       |                                |  |  |       |  |  | Francesco II Gonzaga |  |  |                    |  |
| Federico II Gonzaga       |                           |                             |                                |  |  |       |  |  | Francesco II Gonzaga |  |  |                    |  |
|                           |                           | Isabella d'Este             | Ercole I d'Este                |  |  |       |  |  |                      |  |  |                    |  |
|                           |                           | Isabella d'Este             | Ercole I d'Este                |  |  |       |  |  |                      |  |  |                    |  |
|                           |                           | Isabella d'Este             | Eleonora d'Aragona             |  |  |       |  |  |                      |  |  |                    |  |
| Ludovico Gonzaga-Nevers   |                           | Isabella d'Este             |                                |  |  |       |  |  |                      |  |  |                    |  |
|                           |                           | Guglielmo IX del Monferrato | Bonifacio III del Monferrato   |  |  |       |  |  |                      |  |  |                    |  |
|                           |                           | Guglielmo IX del Monferrato | Bonifacio III del Monferrato   |  |  |       |  |  |                      |  |  |                    |  |
|                           |                           | Guglielmo IX del Monferrato | Maria Branković                |  |  |       |  |  |                      |  |  |                    |  |
| Margherita Paleologa      |                           | Guglielmo IX del Monferrato |                                |  |  |       |  |  |                      |  |  |                    |  |
|                           |                           | Anna d'Alençon              | Renato d'Alençon               |  |  |       |  |  |                      |  |  |                    |  |
|                           |                           | Anna d'Alençon              | Renato d'Alençon               |  |  |       |  |  |                      |  |  |                    |  |
|                           |                           | Anna d'Alençon              | Margherita di Lorena           |  |  |       |  |  |                      |  |  |                    |  |
| Carlo I di Gonzaga-Nevers |                           | Anna d'Alençon              |                                |  |  |       |  |  |                      |  |  |                    |  |
|                           | Carlo II di Cleves Nevers | Engilberto di Nevers        |                                |  |  |       |  |  |                      |  |  |                    |  |
|                           | Carlo II di Cleves Nevers | Engilberto di Nevers        |                                |  |  |       |  |  |                      |  |  |                    |  |
|                           | Carlo II di Cleves Nevers | Carlotta di Borbone-Vendôme |                                |  |  |       |  |  |                      |  |  |                    |  |
| Francesco I di Nevers     | Carlo II di Cleves Nevers |                             |                                |  |  |       |  |  |                      |  |  |                    |  |
|                           |                           | Maria di Albret             | Giovanni d'Albret-Orval        |  |  |       |  |  |                      |  |  |                    |  |
|                           |                           | Maria di Albret             | Giovanni d'Albret-Orval        |  |  |       |  |  |                      |  |  |                    |  |
|                           |                           | Maria di Albret             | Carlotta di Valois-Bourgogne   |  |  |       |  |  |                      |  |  |                    |  |
| Enrichetta di Nevers      |                           | Maria di Albret             |                                |  |  |       |  |  |                      |  |  |                    |  |
|                           |                           | Carlo IV di Borbone-Vendôme | Francesco di Borbone-Vendôme   |  |  |       |  |  |                      |  |  |                    |  |
|                           |                           | Carlo IV di Borbone-Vendôme | Francesco di Borbone-Vendôme   |  |  |       |  |  |                      |  |  |                    |  |
|                           |                           | Carlo IV di Borbone-Vendôme | Maria di Lussemburgo-Saint-Pol |  |  |       |  |  |                      |  |  |                    |  |
| Margherita di Vendôme     |                           | Carlo IV di Borbone-Vendôme |                                |  |  |       |  |  |                      |  |  |                    |  |
|                           |                           | Francesca d'Alençon         | Renato d'Alençon               |  |  |       |  |  |                      |  |  |                    |  |
|                           |                           | Francesca d'Alençon         | Renato d'Alençon               |  |  |       |  |  |                      |  |  |                    |  |
|                           |                           | Francesca d'Alençon         | Margherita di Lorena           |  |  |       |  |  |                      |  |  |                    |  |
|                           |                           | Francesca d'Alençon         |                                |  |  |       |  |  |                      |  |  |                    |  |

## Stemma
| Image | Stemma |
| ----- | --- |
| \| \| | Carlo I Gonzaga-Nevers Duca di Mantova e Monferrato Inquartato: nel I e nel IV Gonzaga di Mantova [come stemma del Monferrato] ; nel II e nel III troncato, il primo partito di tre, il secondo di due, che dà sette quarti: nel 1o di rosso alla ruota di otto raggi gigliati d'oro con uno scudetto d'argento in cuore broccante (Clèves); nel 2o d'oro alla fascia scaccata d'argento e di rosso di tre file, 8,8,8 (La Marck); nel 3o d'azzurro seminato di gigli d'oro al lambello di rosso castellato di nove pezzi d'oro (Artois); nel 4o di nero al leone d'oro armato e lampassato di rosso (Brabante); nel 5o d'azzurro seminato di gigli d'oro alla bordura composta d'argento e di rosso (Borgogna moderno); nel 6o di rosso a tre rastri d'oro posti 2, 1 (Rethel); nel 7o inquartato: nel primo e nel quarto d'azzurro a tre gigli d'oro posti 2, 1, nel secondo e nel terzo di rosso alla bordura spinata d'argento (Albret d'Orval); sul tutto d'azzurro a tre gigli d'oro posti 2, 1, alla bordura di rosso caricata di otto bisanti d'argento (Alençon) |
|       | |

## Immagini di Carlo I

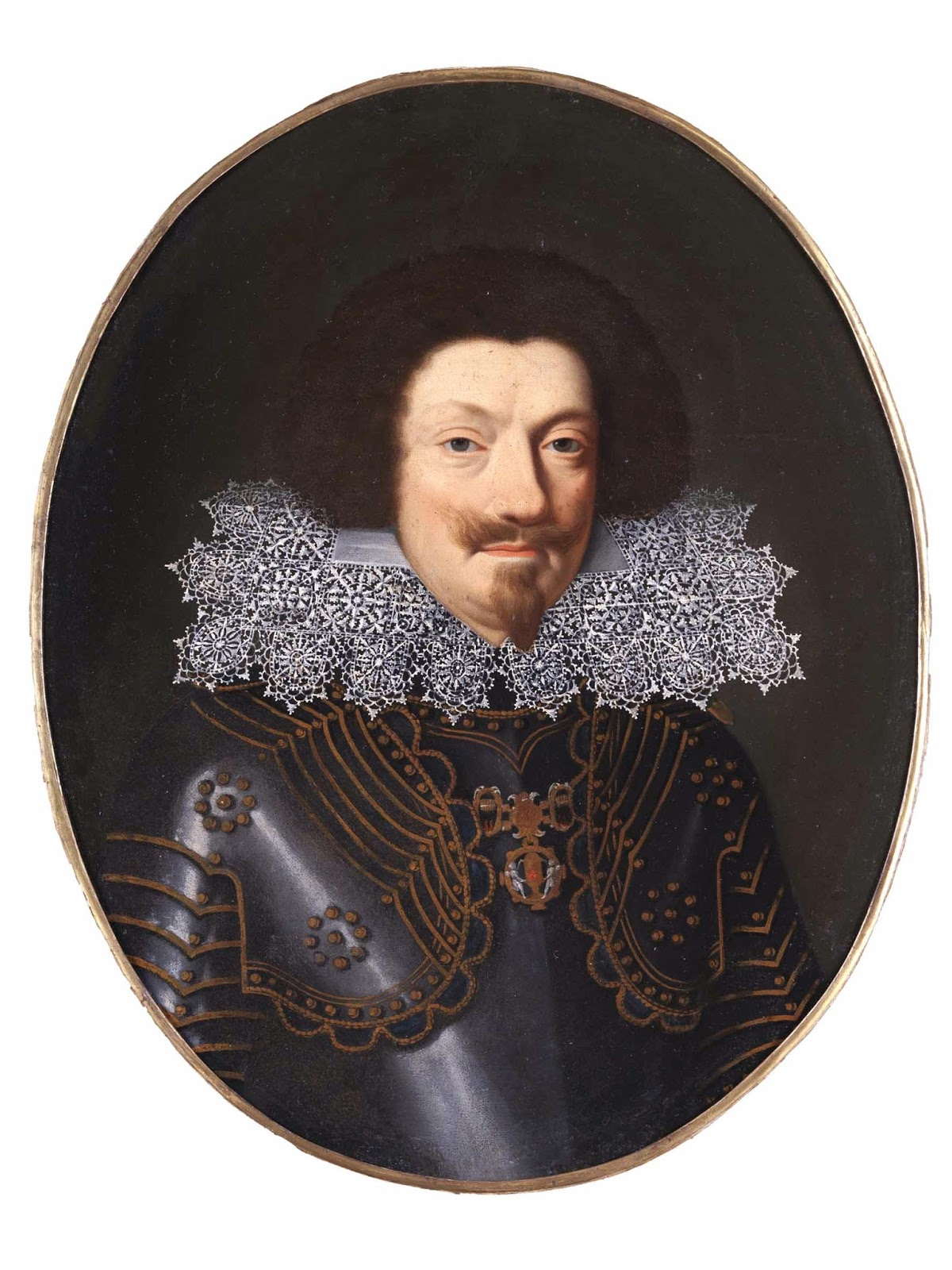
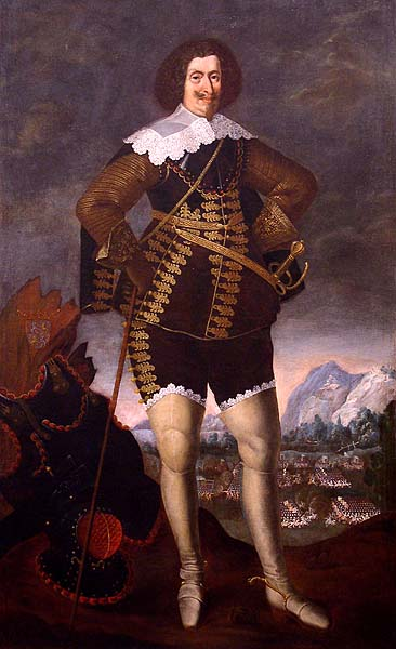
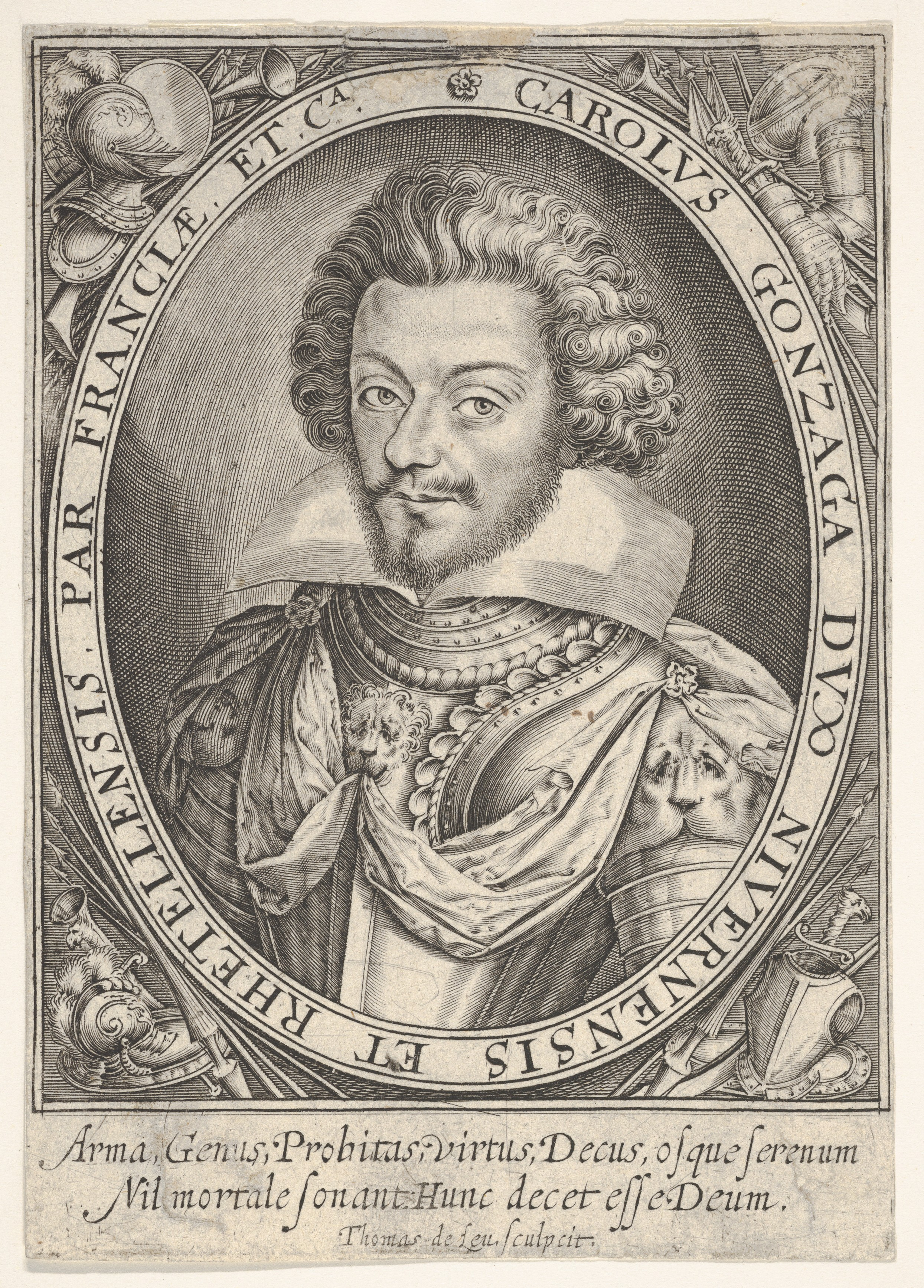
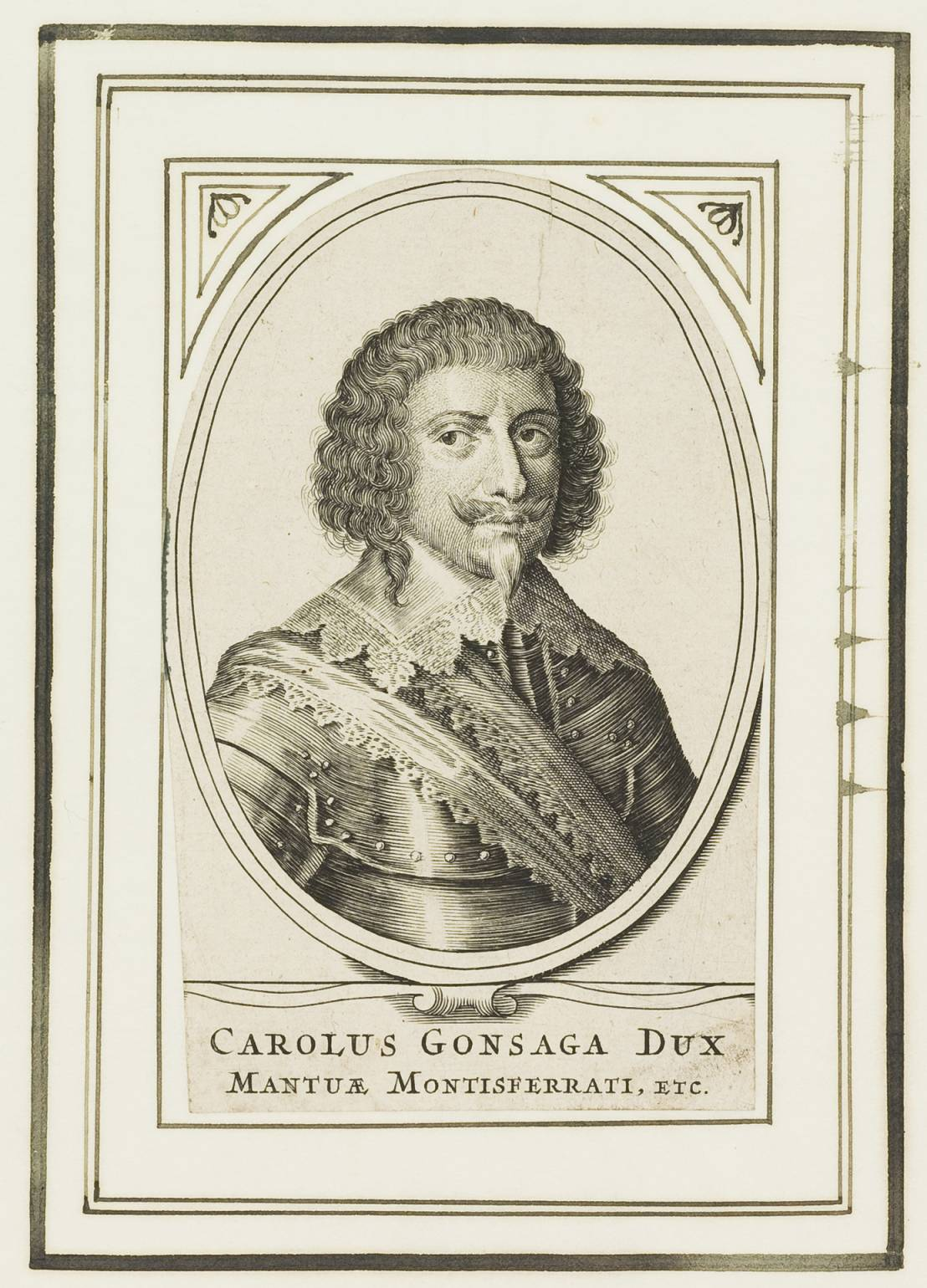
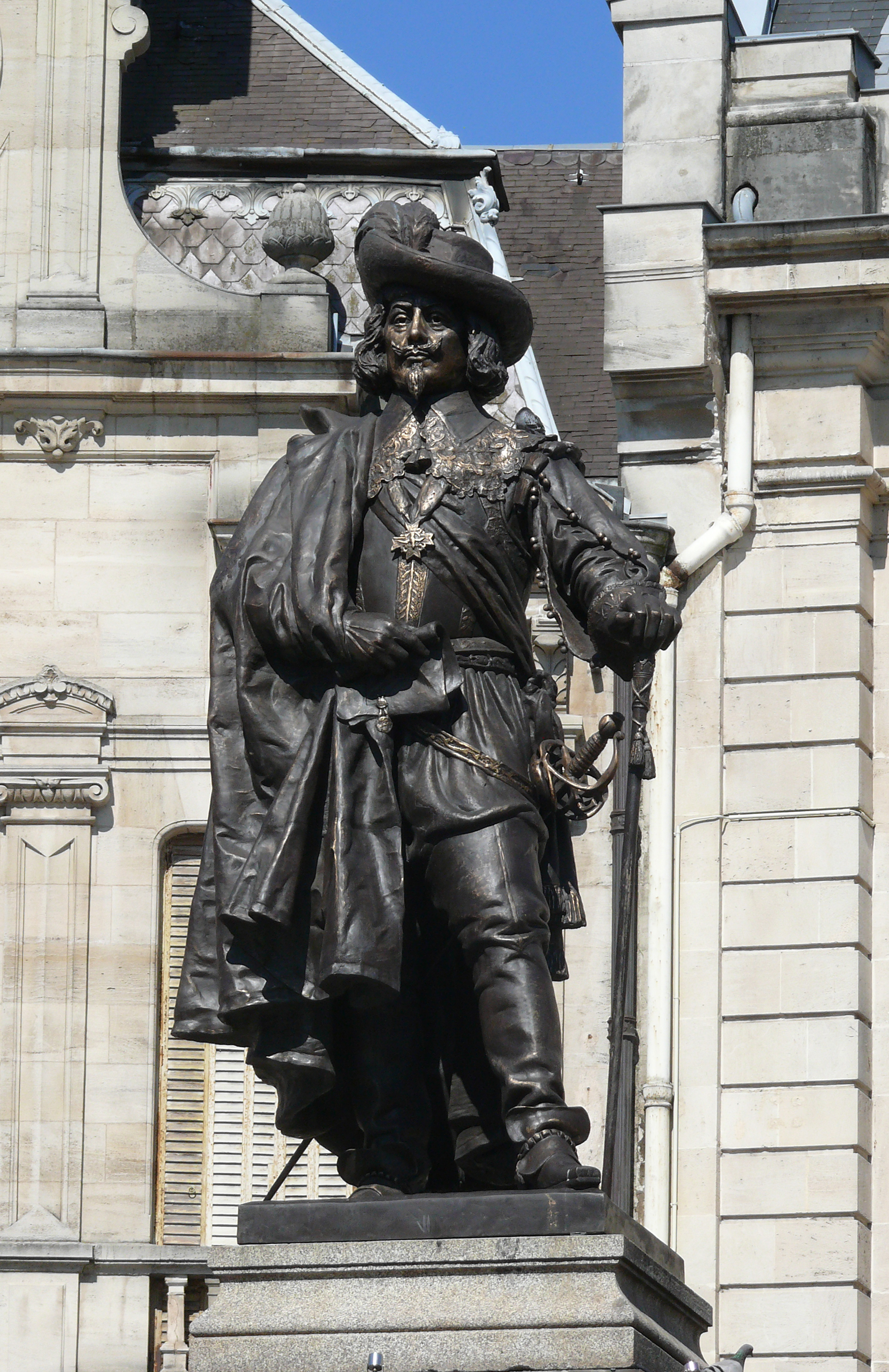
Monumento a Charleville
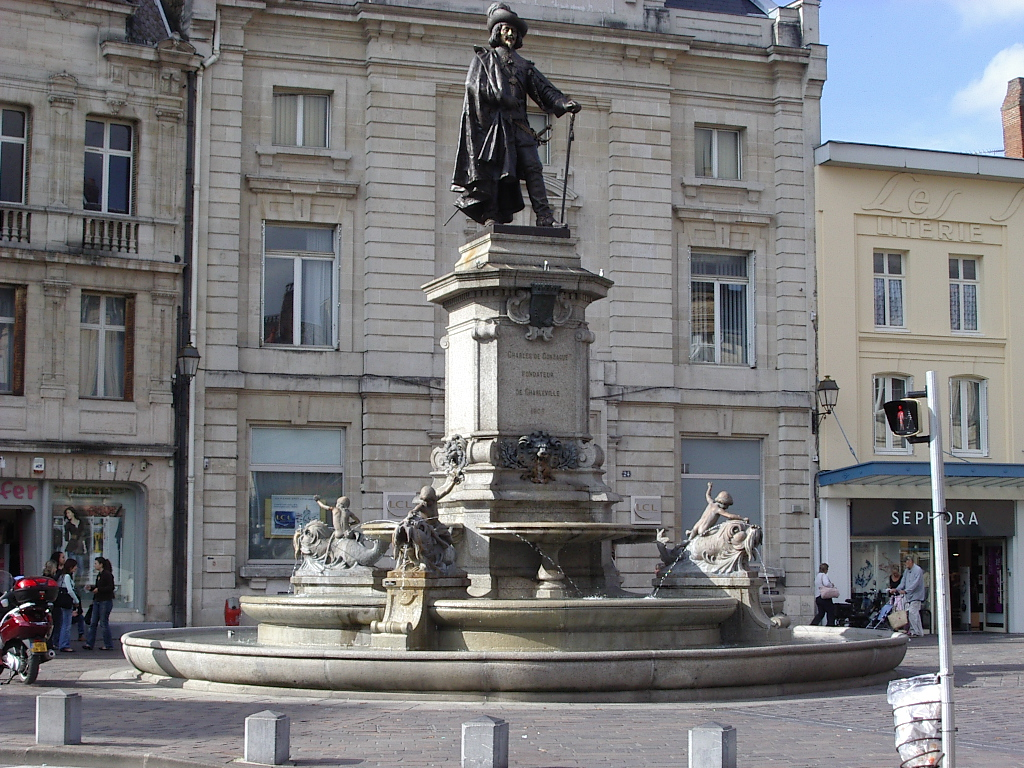
Charleville, monumento a Carlo Gonzaga.